# سیگمودال
سیگمودال (انگلیسی: Sigmodal) یک مشتق باربیتورات است و خاصیت آرام‌بخش، خواب‌آور و ضد تشنج دارد.